# Oczy bez twarzy
Oczy bez twarzy (fr. Les yeux sans visage) – włosko-francuski film grozy z 1960 roku w reżyserii Georges'a Franju. Adaptacja powieści Jeana Redona. Zdjęcia kręcono w Paryżu i Meudon.

## Opis fabuły
Córka chirurga, profesora Génessiera, pada ofiarą wypadku, w wyniku którego jej twarz zostaje oszpecona. Ojciec, czując się odpowiedzialny za wypadek, postanawia dokonać na niej przeszczepu skóry. By znaleźć dawcę, uprowadza młodą dziewczynę, którą morduje, by pozyskać skórę z twarzy. Jednak operacja się nie udaje i profesor jest zmuszony ponownie ją powtórzyć. Tymczasem narzeczony córki zaczyna podejrzewać profesora o dokonane zbrodnie.

## Obsada
- Pierre Brasseur – profesor Génessier
- Édith Scob – Christiane Génessier
- Alida Valli – Louise
- Juliette Mayniel – Edna Grüber
- François Guérin – doktor Jacques Vernon
- Alexandre Rignault – inspektor Parot
- Béatrice Altariba – Paulette Mérodon